# أكسيد الزركونيوم الرباعي
 أكسيد الزركونيوم الرباعي (أو ثنائي أكسيد الزركونيوم) والذي يعرف أيضاً باسم زركونيا مركبٌ كيميائي له الصيغة ZrO2، ويكون على شكل مسحوق بلوري أبيض. تكون حالة أكسدة الزركونيوم في هذا المركب +4. إن الشكل البلوري المكعب من المركب يعرف باسم الزركون ويستخدم في مجال الأحجار الكريمة كبديل رخيص الثمن للألماس.

## الخواص
يعد أكسيد الزركونيوم من أحد أكثر المواد السيراميكية التي جرت الأبحاث عليها. يكون لأكسيد الزركونيوم النقي بنية بلورية أحادية الميل عند درجة حرارة الغرفة. يحدث تحول في البنية إلى النظام البلوري الرباعي وإلى النظام المكعب عند رفع درجة الحرارة. بالمقابل فإن توسع الحجم الناتج عن التحول من النظام المكعب إلى النظام الرباعي ثم إلى النظام أحادي الميل عند التبريد يؤدي إلى حدوث إجهاد كبير على البلورة مما يسبب التشقق. أضيفت عدة أكاسيد أخرى
إلى الزركونيا منن أجل تثبيت الأطوار الرباعية والمكعبة، مثل أكسيد المغنسيوم (MgO) وأكسيد الإتريوم الثلاثي (Y2O3) وأكسيد الكالسيوم (CaO) وأكسيد السيريوم الثلاثي (Ce2O3) بالإضافة إلى أكاسيد أخرى.
يمتلك أكسيد الزركونيوم المكعب (الزركون) ناقلية حرارية ضعيفة جداً، مما مكّن من استخدامه على شكل طلاء الحاجز الحراري Thermal barrier coating في المحركات النفاثة ومحركات الديزل وذلك كي تعمل عند درجات حرارة مرتفعة.
إن فجوة النطاق لأكسيد الزركونيوم معتمدة على الطور (أحادي الميل أو رباعي أو مكعب) وعلى طريقة التحضير، وإن كانت قيمتها تتراوح بين 5 إلى 7 إلكترون فولت.

## الوفرة الطبيعية والتحضير
يوجد أكسيد الزركونيوم في الطبيعة على شكل معدن باديلايت Baddeleyite.
يحضر صناعياً من سيليكات الزركونيوم والتي تؤلف معدن الزركون، وذلك بإجراء عمليات غسيل للمعدن وتنظيفه من الشوائب ثم بإجراء عملية تكليس. نحصل من العملية على أكسيد الزركونيوم بنقاوة 99%.

## الاستخدامات
- يستخدم أكسيد الزركونيوم كمادة حاجبة للحرارة وفي مجال العزل الحراري وفي صناعة مواد السحج.
- يستخدم الزركونيا في صناعة سكاكين السيراميك لما يعرف عنه من صلابة.
- تستخدم الزركونيا المثيتة في حساسات الأكسجين وفي تركيب أغشية خلايا الوقود وذلك لقدرتها على السماح أيونات الأكسجين أن تتحرك بحرية عبر الشبكة البلورية عند درجات حرارة مرتفعة. إن هذه الناقلية الأيونية العالية تجعل المادة من أحد المواد السيراميكية الإلكترونية Electroceramics أهمية.
- يستخدم أكسيد الزركونيوم في مجال التعويضات السنية من أجل بناء هياكل التيجان والجسور، والتي تغطى فيما بعد بالخزف.[5]
- من الاستخدامات الحديثة لأكسيد الزركونيوم ما قامت شركة أبل بوضع براءة اختراع له عام 2006 وذلك في مجال تغليف أجهزة الهاتف المحمول بمادة الزركونيا. حيث أن استعمال السيراميك المصنوع من الزركونيا بدلا من أغلفة الألومنيوم يحسّن من انتقال أمواج الراديو دون الحاجة لاستخدام هوائي خارجي، بل يكون داخل الجهاز.[6]